# PokerGO Cup 2022

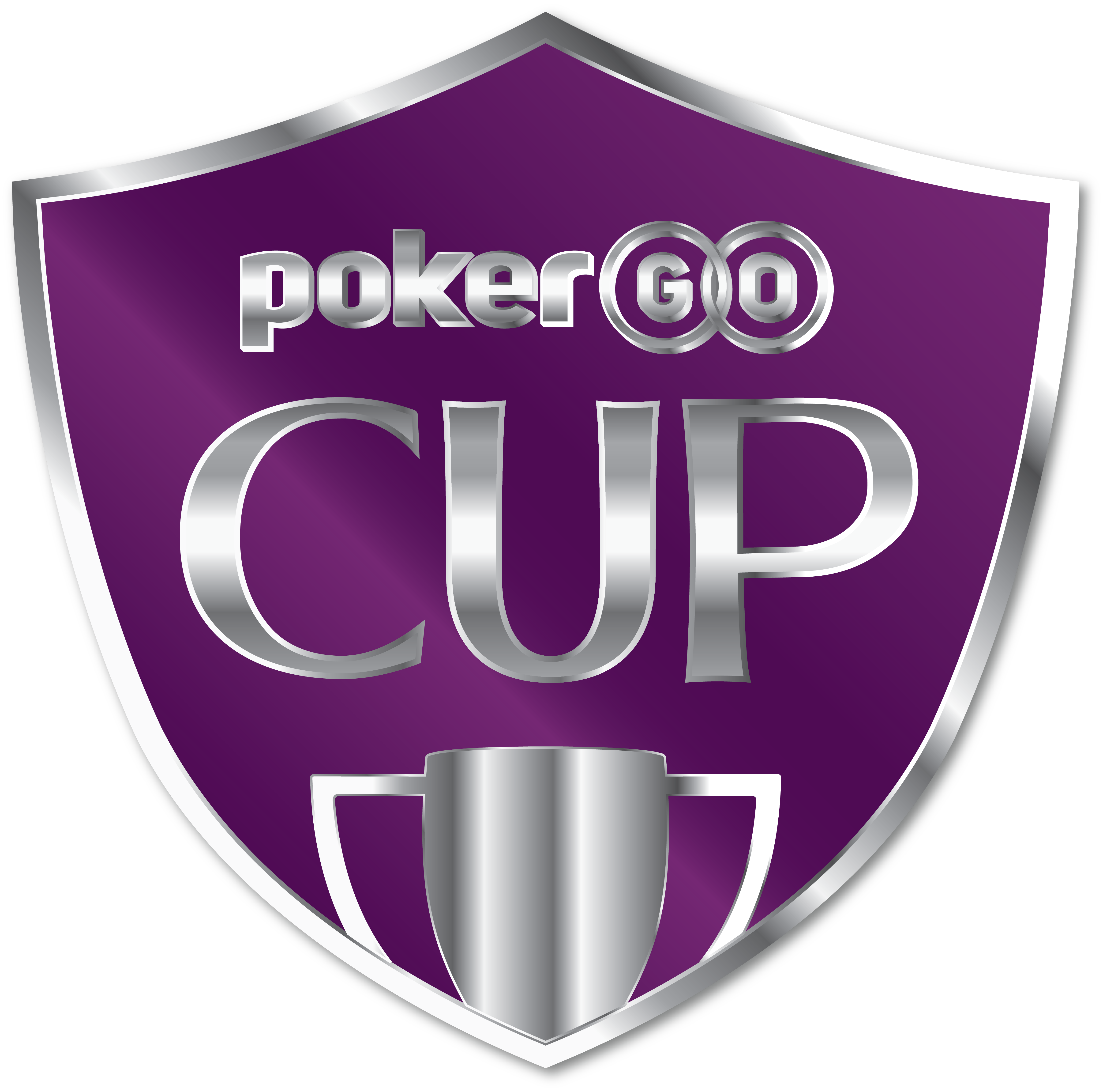
Logo des PokerGO Cup

Der PokerGO Cup 2022 war die zweite Austragung dieser Pokerturnierserie und wurde von Poker Central veranstaltet. Die acht High-Roller-Turniere mit Buy-ins von mindestens 10.000 US-Dollar wurden vom 2. bis 10. Februar 2022 im PokerGO Studio im Aria Resort & Casino in Paradise am Las Vegas Strip ausgespielt.

## Struktur

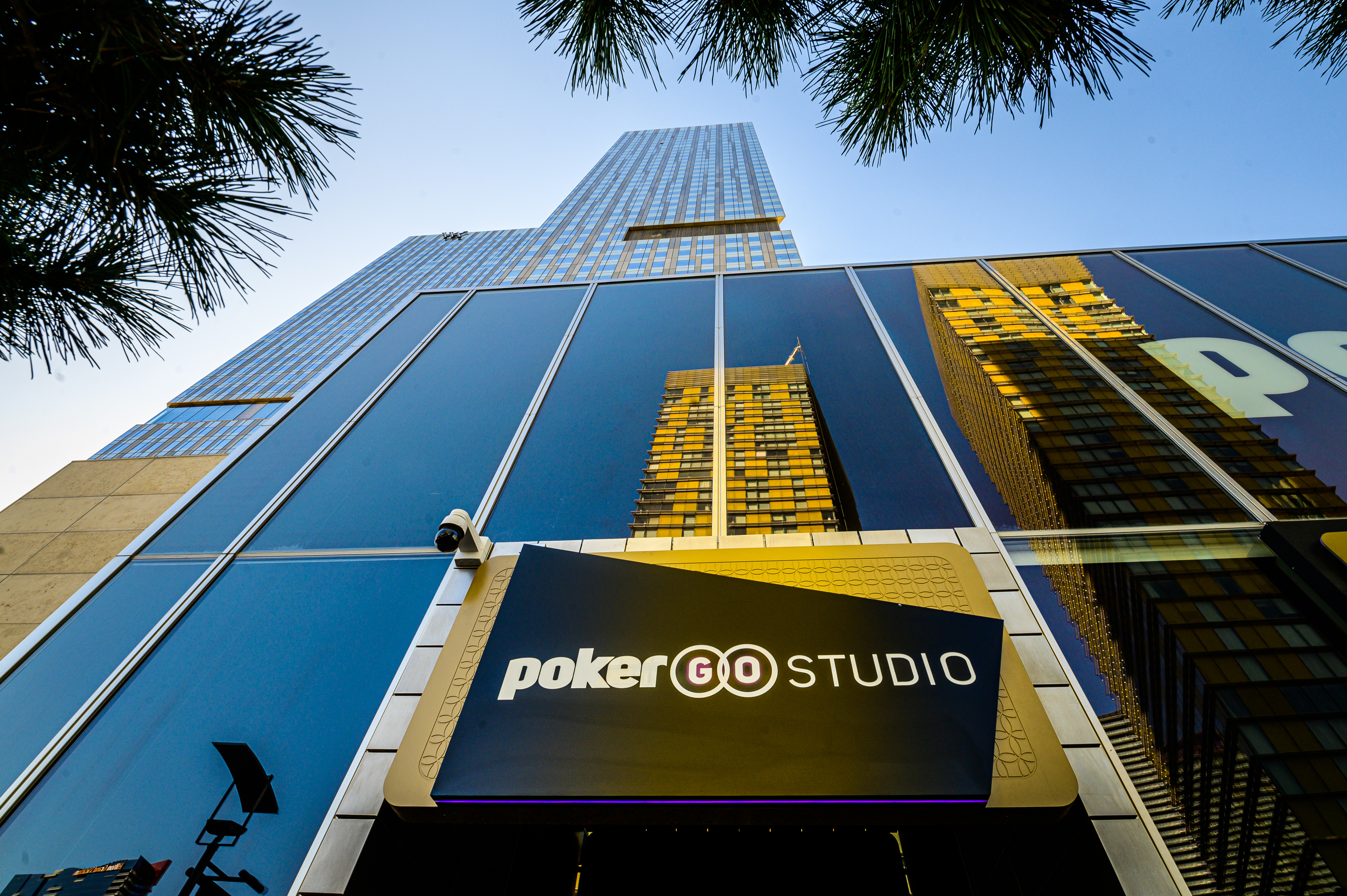
Das PokerGO Studio im Aria Resort & Casino (2019)

Alle acht Turniere wurden in der Variante No Limit Hold’em ausgetragen. Aufgrund des hohen Buy-ins waren bei den Turnieren lediglich die weltbesten Pokerspieler sowie reiche Geschäftsmänner anzutreffen. Jeremy Ausmus sicherte sich als erfolgreichster Spieler der Serie eine zusätzliche Prämie von 50.000 US-Dollar. Die Turnierserie war Teil der PokerGO Tour, die über das Kalenderjahr 2022 lief. Die meisten Finaltische dieser Tour, u. a. alle des PokerGO Cup, wurden auf der Streaming-Plattform PokerGO gezeigt, auf der ein kostenpflichtiges Abonnement nötig ist.

## Turniere

### Übersicht
| # | Turnierbeginn | Buy-in (in $) | Teilnehmer | Sieger            | Herkunft                | Preisgeld (in $) |
| - | ------------- | ------------- | ---------- | ----------------- | ----------------------- | ---------------- |
| 1 | 2. Feb. 2022  | 10.000        | 77         | Daniel Colpoys    | Vereinigte Staaten      | 200.200          |
| 2 | 3. Feb. 2022  | 10.000        | 80         | Sean Perry        | Vereinigte Staaten      | 200.000          |
| 3 | 4. Feb. 2022  | 10.000        | 80         | Jake Daniels      | Vereinigte Staaten      | 200.000          |
| 4 | 5. Feb. 2022  | 15.000        | 65         | Jeremy Ausmus     | Vereinigte Staaten      | 263.250          |
| 5 | 6. Feb. 2022  | 25.000        | 41         | Nick Petrangelo   | Vereinigte Staaten      | 369.000          |
| 6 | 7. Feb. 2022  | 25.000        | 35         | Daniel Negreanu   | Kanada                  | 350.000          |
| 7 | 8. Feb. 2022  | 25.000        | 43         | Almedin Imširović | Bosnien und Herzegowina | 365.500          |
| 8 | 9. Feb. 2022  | 50.000        | 32         | Sean Perry        | Vereinigte Staaten      | 640.000          |

### #1
Das erste Event wurde am 2. und 3. Februar 2022 gespielt. 77 Teilnehmer zahlten den Buy-in von 10.000 US-Dollar.
| Platz | Herkunft           | Spieler              | Preisgeld (in $) | Punkte |
| ----- | ------------------ | -------------------- | ---------------- | ------ |
| 1     | Vereinigte Staaten | Daniel Colpoys       | 200.200          | 200    |
| 2     | Vereinigte Staaten | Andrew Lichtenberger | 146.300          | 146    |
| 3     | Vereinigte Staaten | Darren Elias         | 100.100          | 100    |
| 4     | Vereinigte Staaten | Matthew Wantman      | 077.000          | 077    |
| 5     | Vereinigte Staaten | Scott Ball           | 061.600          | 062    |
| 6     | Vereinigte Staaten | Mike Lang            | 046.200          | 046    |
| 7     | Vereinigte Staaten | Shannon Shorr        | 038.500          | 039    |
| 8     | Vereinigte Staaten | Jake Schindler       | 030.800          | 031    |
| 9     | Vereinigte Staaten | Cary Katz            | 023.100          | 023    |
| 10    | Vereinigte Staaten | Jesse Lonis          | 023.100          | 023    |
| 11    | Vereinigte Staaten | Wesom Abdallah       | 023.100          | 023    |

### #2

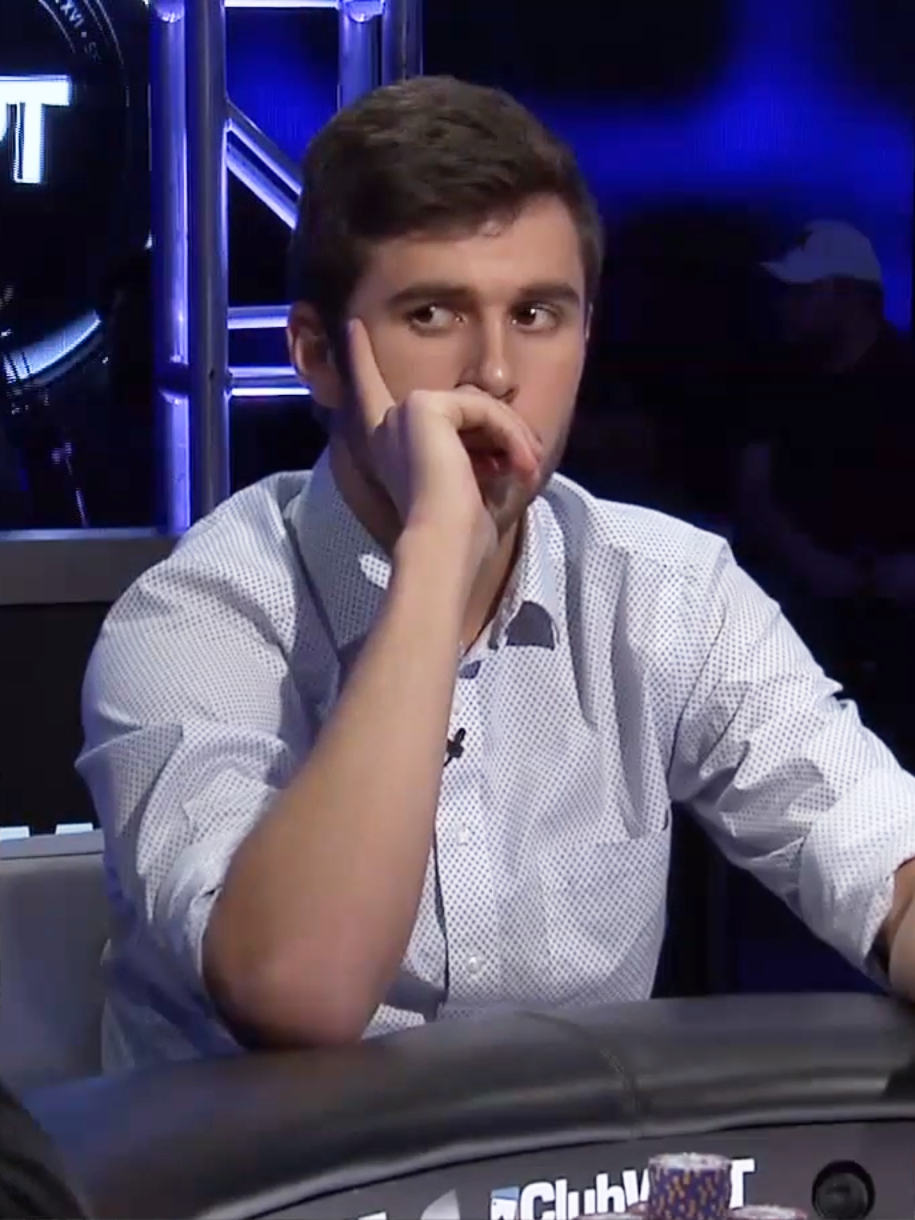
Sean Perry (2017)

Das zweite Event wurde am 3. und 4. Februar 2022 gespielt. 80 Teilnehmer zahlten den Buy-in von 10.000 US-Dollar.
| Platz | Herkunft                | Spieler           | Preisgeld (in $) | Punkte |
| ----- | ----------------------- | ----------------- | ---------------- | ------ |
| 1     | Vereinigte Staaten      | Sean Perry        | 200.000          | 200    |
| 2     | Vereinigte Staaten      | Cary Katz         | 144.000          | 144    |
| 3     | Vereinigte Staaten      | Bryn Kenney       | 096.000          | 096    |
| 4     | Vereinigte Staaten      | Scott Ball        | 080.000          | 080    |
| 5     | Vereinigte Staaten      | Darren Elias      | 064.000          | 064    |
| 6     | Vereinigte Staaten      | Dan Shak          | 048.000          | 048    |
| 7     | Vereinigte Staaten      | Brock Wilson      | 040.000          | 040    |
| 8     | Bosnien und Herzegowina | Almedin Imširović | 032.000          | 032    |
| 9     | Vereinigtes Konigreich  | Stephen Chidwick  | 032.000          | 032    |
| 10    | Vereinigte Staaten      | Sam Soverel       | 024.000          | 024    |
| 11    | Vereinigte Staaten      | Nick Schulman     | 024.000          | 024    |
| 12    | Vereinigte Staaten      | Mike Lang         | 016.000          | 016    |

### #3
Das dritte Event wurde am 4. und 5. Februar 2022 gespielt. 80 Teilnehmer zahlten den Buy-in von 10.000 US-Dollar.
| Platz | Herkunft               | Spieler        | Preisgeld (in $) | Punkte |
| ----- | ---------------------- | -------------- | ---------------- | ------ |
| 1     | Vereinigte Staaten     | Jake Daniels   | 200.000          | 200    |
| 2     | Vereinigte Staaten     | Jeremy Ausmus  | 144.000          | 144    |
| 3     | Kanada                 | Daniel Weinand | 096.000          | 096    |
| 4     | Vereinigtes Konigreich | Chris Moorman  | 080.000          | 080    |
| 5     | Vereinigte Staaten     | Sean Winter    | 064.000          | 064    |
| 6     | Vereinigte Staaten     | Brock Wilson   | 048.000          | 048    |
| 7     | Vereinigte Staaten     | Michael Wang   | 040.000          | 040    |
| 8     | Vereinigte Staaten     | Scott Ball     | 032.000          | 032    |
| 9     | Vereinigte Staaten     | Sean Perry     | 032.000          | 032    |
| 10    | Vereinigte Staaten     | Steve Zolotow  | 024.000          | 024    |
| 11    | Vereinigte Staaten     | Justin Saliba  | 024.000          | 024    |
| 12    | Vereinigte Staaten     | Jake Schindler | 016.000          | 016    |

### #4
Das vierte Event wurde am 5. und 6. Februar 2022 gespielt. 65 Teilnehmer zahlten den Buy-in von 15.000 US-Dollar.
| Platz | Herkunft               | Spieler        | Preisgeld (in $) | Punkte |
| ----- | ---------------------- | -------------- | ---------------- | ------ |
| 1     | Vereinigte Staaten     | Jeremy Ausmus  | 263.250          | 263    |
| 2     | Vereinigte Staaten     | Brock Wilson   | 195.000          | 195    |
| 3     | Vereinigte Staaten     | Cary Katz      | 126.750          | 127    |
| 4     | Vereinigte Staaten     | Bill Klein     | 097.500          | 098    |
| 5     | Vereinigte Staaten     | Justin Saliba  | 078.000          | 078    |
| 6     | Vereinigte Staaten     | Jesse Lonis    | 058.500          | 059    |
| 7     | Vereinigtes Konigreich | Ian Bradley    | 048.750          | 049    |
| 8     | Vereinigte Staaten     | Alex Foxen     | 039.000          | 039    |
| 9     | Vereinigte Staaten     | Steve Zolotow  | 039.000          | 039    |
| 10    | Vereinigte Staaten     | Jake Schindler | 029.250          | 029    |

### #5

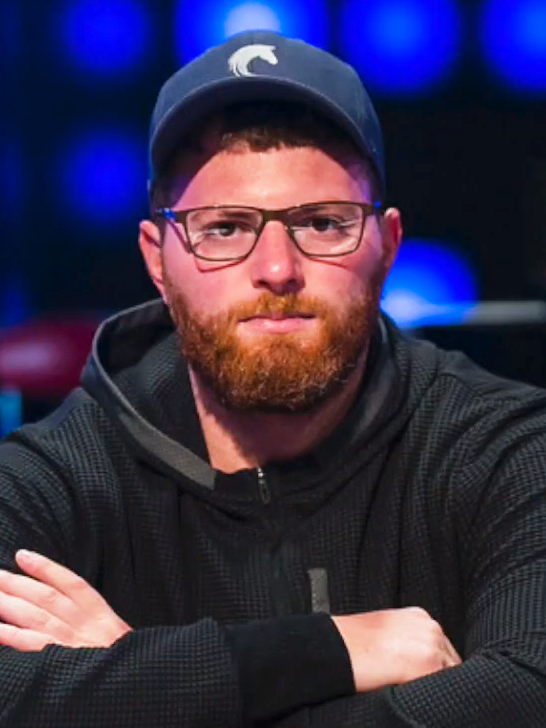
Nick Petrangelo (2018)

Das fünfte Event wurde am 6. und 7. Februar 2022 gespielt. 41 Teilnehmer zahlten den Buy-in von 25.000 US-Dollar.
| Platz | Herkunft                | Spieler           | Preisgeld (in $) | Punkte |
| ----- | ----------------------- | ----------------- | ---------------- | ------ |
| 1     | Vereinigte Staaten      | Nick Petrangelo   | 369.000          | 221    |
| 2     | Vereinigte Staaten      | Bill Klein        | 246.000          | 148    |
| 3     | Vereinigte Staaten      | Nick Schulman     | 164.000          | 098    |
| 4     | Vereinigte Staaten      | Sean Winter       | 112.750          | 068    |
| 5     | Bosnien und Herzegowina | Almedin Imširović | 082.000          | 049    |
| 6     | Vereinigte Staaten      | Darren Elias      | 051.250          | 031    |

### #6

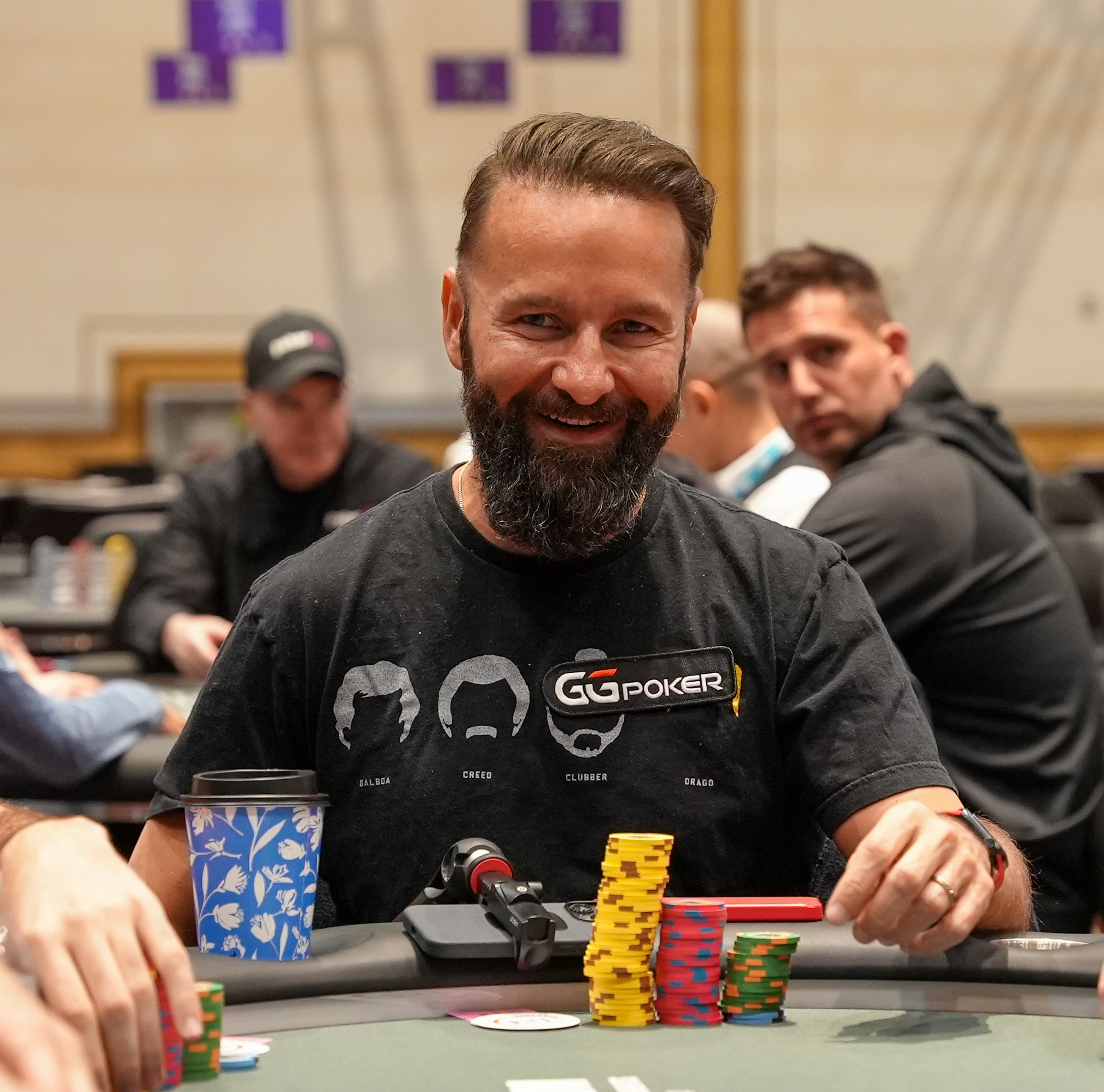
Daniel Negreanu (2022)

Das sechste Event wurde am 7. und 8. Februar 2022 gespielt. 35 Teilnehmer zahlten den Buy-in von 25.000 US-Dollar.
| Platz | Herkunft               | Spieler          | Preisgeld (in $) | Punkte |
| ----- | ---------------------- | ---------------- | ---------------- | ------ |
| 1     | Kanada                 | Daniel Negreanu  | 350.000          | 210    |
| 2     | Vereinigte Staaten     | Sean Winter      | 227.500          | 137    |
| 3     | Vereinigte Staaten     | Vikenty Shegal   | 140.000          | 084    |
| 4     | Vereinigtes Konigreich | Stephen Chidwick | 096.250          | 058    |
| 5     | Vereinigte Staaten     | Brock Wilson     | 061.250          | 037    |

### #7

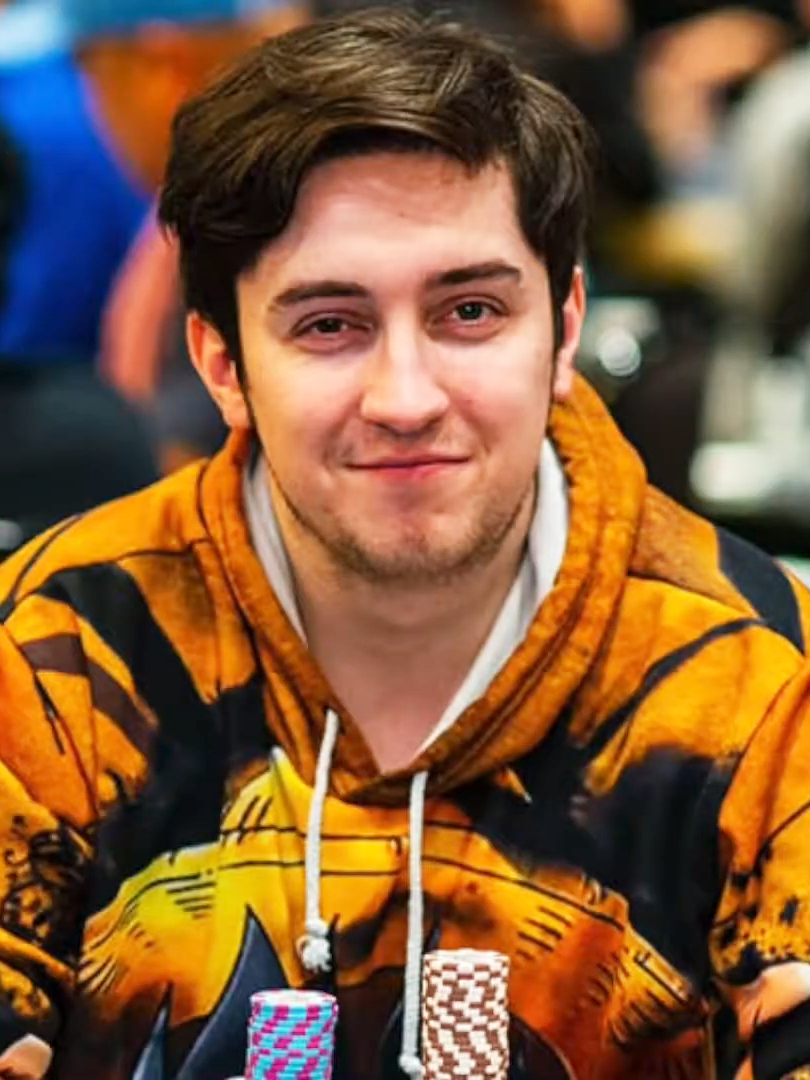
Almedin Imširović (2020)

Das siebte Event wurde am 8. und 9. Februar 2022 gespielt. 43 Teilnehmer zahlten den Buy-in von 25.000 US-Dollar.
| Platz | Herkunft                | Spieler           | Preisgeld (in $) | Punkte |
| ----- | ----------------------- | ----------------- | ---------------- | ------ |
| 1     | Bosnien und Herzegowina | Almedin Imširović | 365.500          | 219    |
| 2     | Vereinigte Staaten      | Sam Soverel       | 236.500          | 142    |
| 3     | Vereinigte Staaten      | Jeremy Ausmus     | 161.250          | 097    |
| 4     | Vereinigte Staaten      | Nick Schulman     | 118.250          | 071    |
| 5     | Vereinigte Staaten      | Cary Katz         | 086.000          | 052    |
| 6     | Vereinigte Staaten      | Darren Elias      | 064.500          | 039    |
| 7     | Vereinigte Staaten      | Roger Sippl       | 043.000          | 026    |

### #8
Das Main Event wurde am 9. und 10. Februar 2022 gespielt. 32 Teilnehmer zahlten den Buy-in von 50.000 US-Dollar.
| Platz | Herkunft           | Spieler         | Preisgeld (in $) | Punkte |
| ----- | ------------------ | --------------- | ---------------- | ------ |
| 1     | Vereinigte Staaten | Sean Perry      | 640.000          | 384    |
| 2     | Vereinigte Staaten | Brock Wilson    | 416.000          | 250    |
| 3     | Vereinigte Staaten | Jeremy Ausmus   | 256.000          | 154    |
| 4     | Vereinigte Staaten | Nick Schulman   | 176.000          | 106    |
| 5     | Kanada             | Daniel Negreanu | 112.000          | 067    |

## Trophäe

### Punktesystem
Jeder Spieler, der bei einem der acht Turniere in den Preisrängen landete, sammelte zusätzlich zum Preisgeld Punkte. Das Punktesystem orientierte sich während der gesamten PokerGO Tour am Buy-in und dem gewonnenen Preisgeld. Es wurde zu ganzen Punkten gerundet.

### Endstand
| Platz | Herkunft                | Spieler           | Punkte | Preisgeld (in $) | Cashes | Siege |
| ----- | ----------------------- | ----------------- | ------ | ---------------- | ------ | ----- |
| 1     | Vereinigte Staaten      | Jeremy Ausmus     | 658    | 824.500          | 4      | 1     |
| 2     | Vereinigte Staaten      | Sean Perry        | 616    | 872.000          | 3      | 2     |
| 3     | Vereinigte Staaten      | Brock Wilson      | 570    | 760.250          | 5      | 0     |
| 4     | Vereinigte Staaten      | Cary Katz         | 346    | 379.850          | 4      | 0     |
| 5     | Bosnien und Herzegowina | Almedin Imširović | 300    | 479.500          | 3      | 1     |
| 6     | Vereinigte Staaten      | Nick Schulman     | 299    | 482.250          | 4      | 0     |
| 7     | Kanada                  | Daniel Negreanu   | 277    | 462.000          | 2      | 1     |
| 8     | Vereinigte Staaten      | Sean Winter       | 269    | 404.250          | 3      | 0     |
| 9     | Vereinigte Staaten      | Bill Klein        | 246    | 343.500          | 2      | 0     |
| 10    | Vereinigte Staaten      | Darren Elias      | 234    | 279.850          | 4      | 0     |